# Kajkavisch

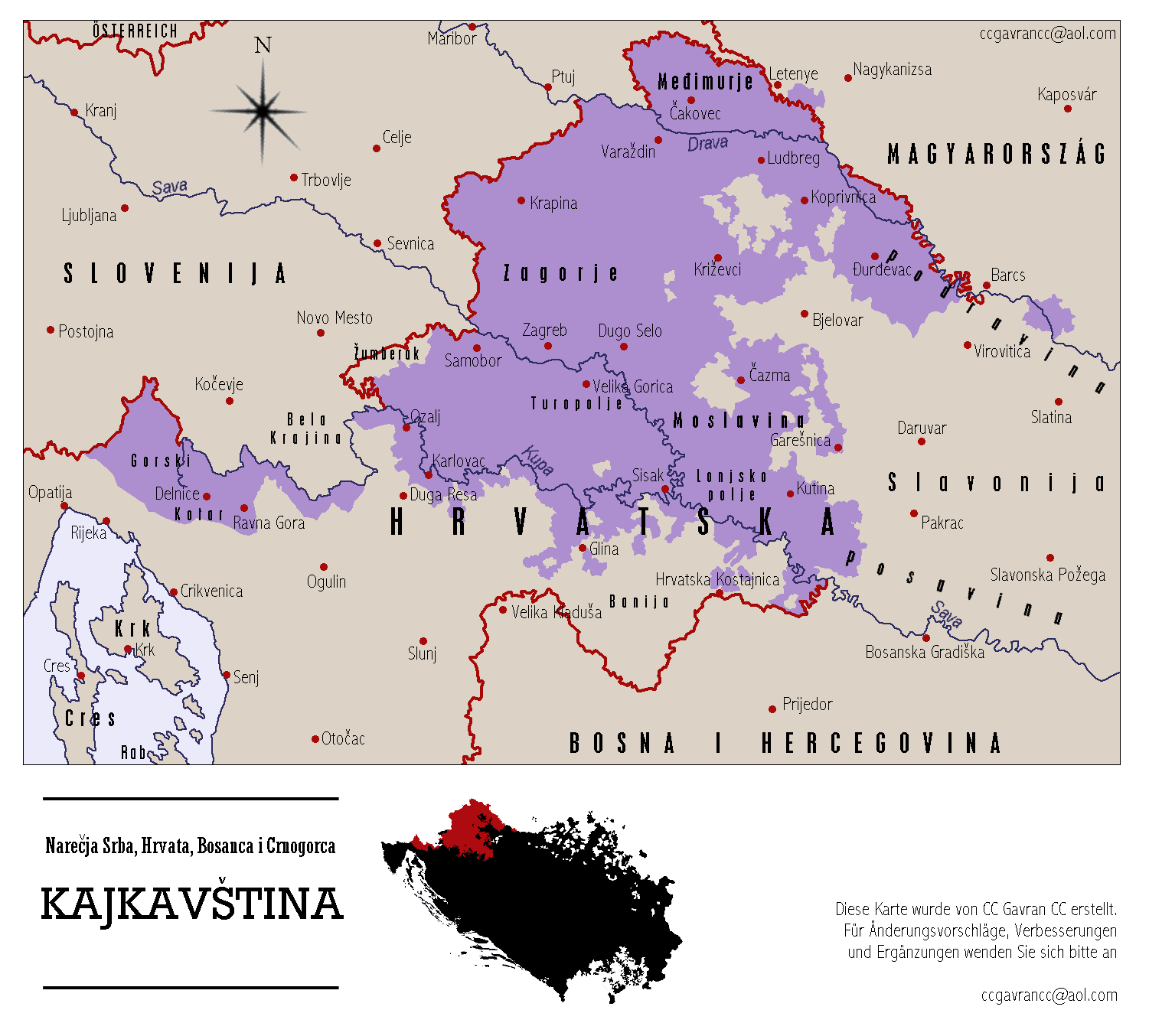
Verspreidingsgebied van de Kajkavische dialecten

Kajkavisch is een groep van Kroatische dialecten. De naam Kajkavisch verwijst naar het vragend voornaamwoord wat?, dat in deze dialecten kaj? luidt. Het Kajkavische dialectgebied ligt in het noorden van Kroatië en omvat onder meer de hoofdstad Zagreb en Hrvatsko Zagorje.
De dialecten zijn:
- Zagorsko-Međimurski (in de gebieden ten noorden van de rivier de Sava en ten noorden van de Drava)
- turopoljsko-posavski
- križevačko-podravski
- prigorski
- donjosutlanski
- goranski

Onder taalkundigen lopen de meningen uiteen over de vraag of Kajkavisch kan worden beschouwd als een dialect van het Servokroatisch of als een volwaardige eigen taal, aangezien het slechts gedeeltelijk wederzijds verstaanbaar is met andere dialecten en meer overeenkomsten vertoont met het Sloveens
Buiten de meest noordelijke regio's van Kroatië wordt het Kajkavisch ook gesproken in het Oostenrijkse Burgenland en een aantal taalenclaves in zuidwestelijk Hongarije langs de Oostenrijkse en Kroatische grens en in Roemenië. Hoewel de sprekers van Kajkavisch voornamelijk Kroaten zijn, en Kajkavisch over het algemeen wordt beschouwd als een dialect van het standaard-Kroatisch, is de meest nabije verwant de Sloveense taal (met name de Pannonische en Stiermarkse dialecten van het Sloveens).